# Zyzomys argurus
Espèce
Statut de conservation UICN

 LC  : Préoccupation mineure
Le Zyzomys argurus est un petit rongeur australien de la famille des Muridae. C'est une espèce encore abondante, contrairement à d'autres espèces du genre Zyzomys, dont certaines, comme le Zyzomys palatilis, sont en danger d'extinction. Elle est appelée common rock rat ou silver-tailed rock rat par les anglophones.